# Susanlimae
Susanlimae ianwhittingtoni
Genre
Genre
Susanlimae est un genre de monogènes Monopisthocotylea de la famille des Dactylogyridae (ou des Ancyrocephalidae selon les classifications). Ces monogènes sont de petits vers parasites qui s'accrochent aux branchies des poissons téléostéens.

## Liste d'espèces
Le genre Susanlimae comprend une seule espèce, Susanlimae ianwhittingtoni, qui est aussi l'espèce-type.

## Étymologie
Le nom du genre Susanlimae est un hommage à la parasitologue malaisienne Susan Lim (1952-2014), de l'université de Malaya à Kuala Lumpur.
Le nom spécifique, ianwhittingtoni, a été choisi en l'honneur de Ian David Whittington (d) (1960-2014), parasitologue.

## Publication originale
- (en) Walter Antonio Pereira Boeger, Antoine Pariselle et Luciana Patella, « Susanlimae ianwhittingtoni gen. nov., sp. nov. (Monogenoidea: Dactylogyridae), a dweller of the gill rakers of Pseudeutropius moolenburghae (Siluriformes: Schilbeidae) from Sumatra », Zoologia, Pensoft Publishers (d), vol. 32, no 6,‎ décembre 2015, p. 532-537 (ISSN 1984-4670 et 1984-4689, OCLC 319343357, DOI 10.1590/S1984-46702015000600011).